# ФИБА Еврокуп челенџ
ФИБА Еврокуп челенџ (енгл. FIBA EuroCup Challenge) је било четврто по значају професионално такмичење кошаркашких клубова у Европи. Такмичење је организовала ФИБА Европа. Основано је 2002, а угашено 2007. године и у том периоду је променило три назива:
- ФИБА Европски куп шампиона (енгл. FIBA Europe Champions Cup) у првој сезони,
- ФИБА Куп Европе (енгл. FIBA Europe Cup) од 2003. до 2005. године,
- ФИБА Еврокуп челенџ (енгл. FIBA EuroCup Challenge) од 2005. до 2007. године.

Финалисти ФИБА Еврокуп челенџа добијали су прилику да наредне сезоне заиграју у такмичењу вишег (трећег) ранга — ФИБА Еврочеленџу.

## Финала
У следећој табели дат је преглед резултата свих финалних мечева овог такмичења: 
| Сезона   | Домаћин финала  | Победник       | Резултат         | Финалиста          | МВП финала             |
| -------- | --------------- | -------------- | ---------------- | ------------------ | ---------------------- |
| 2002/03. | Солун           | Арис           | 84 : 83          | Проком Трефл Сопот | Вили Соломон           |
| 2003/04. | Измир           | Мителдојчер    | 84 : 68          | ЖДА Дижон          | Маријонас Петравичијус |
| 2004/05. | Плоешти         | Асесофт        | 75 : 74          | Локомотива Ростов  | Владимир Кузмановић    |
| 2005/06. | Јужне Перм      | Урал Грејт     | 80 : 67 74 : 80  | Химик              | Дерик Алстон           |
| 2006/07. | Никозија Самара | ЦСК ВВС Самара | 83 : 85 101 : 81 | Керавнос           | Никита Шабалкин        |

### Успешност клубова
| Поз. | Држава             | Прво место | Друго место | Године прво место |
| ---- | ------------------ | ---------- | ----------- | ----------------- |
| 1.   | Арис               | 1          | 0           | 2003              |
| 1.   | Мителдојчер        | 1          | 0           | 2004              |
| 1.   | Асесофт            | 1          | 0           | 2005              |
| 1.   | Урал Грејт         | 1          | 0           | 2006              |
| 1.   | ЦСК ВВС Самара     | 1          | 0           | 2007              |
| 2.   | Проком Трефл Сопот | 0          | 1           |                   |
| 2.   | ЖДА Дижон          | 0          | 1           |                   |
| 2.   | Локомотива Ростов  | 0          | 1           |                   |
| 2.   | Химик              | 0          | 1           |                   |
| 2.   | Керавнос           | 0          | 1           |                   |

### Успешност по државама
| Поз. | Држава    | Прво место | Друго место | Године прво место |
| ---- | --------- | ---------- | ----------- | ----------------- |
| 1.   | Русија    | 2          | 1           | 2006, 2007        |
| 2.   | Грчка     | 1          | 0           | 2003              |
| 2.   | Немачка   | 1          | 0           | 2004              |
| 2.   | Румунија  | 1          | 0           | 2005              |
| 3.   | Пољска    | 0          | 1           |                   |
| 3.   | Француска | 0          | 1           |                   |
| 3.   | Украјина  | 0          | 1           |                   |
| 3.   | Кипар     | 0          | 1           |                   |